# Stanwick
Stanwick, também conhecido como Campo de Stanwick (em inglês: Stanwick Camp) é uma fortificação da Idade do Ferro situada no condado de North Yorkshire, no distrito não metropolitano de Richmondshire, na Inglaterra. O nome provém de steinvegges, que significa "paredes de pedra". Foi um importante centro de resistência local à ocupação romana. Os principais vestígios arqueológicos datam do século I. Entre eles destaca-se um grande conjunto de objectos metálicos celtas, em especial arreios, para tração de carros.

## História
Stanwick constituía a principal fortificação da tribo celta dos brigantes. Foi construída em três fases: a primeira em redor de 40 rodeando a elevação conhecida como The Tofts, a segunda estendendo-se para norte por volta de 50 e a terceira para sul em 72, até atingir uma extensão de cerca de 600 acres, chegando a rodear por completo a atual povoação de Stanwick St John, com cerca de 6,5 km de perímetro. Quando a última rainha dos brigantes e aliada de Roma, Cartimândua se divorciou de Venúcio, este alçou-se em armas contra a rainha e os seus aliados romanos durante o governo de Aulo Dídio Galo (52–57). Para muitos historiadores o líder rebelde tomou forte em Stanwick até a sua derrota definitiva em 71.
Porém, para outros, a existência de artigos de luxo importados de diferentes locais do Império Romano (cerâmica do sul da Gália e do Reno, copos de vidro da Germânia e da Itália, ânforas de vinho importado, etc.) indicariam que a fortificação em todo momento, ou pelo menos depois da derrota de Venúcio pela IX Legião Hispânica em 56 na região de Barwick in Elmet, seria o local da corte de Cartimândua. Após a ocupação romana, a população foi transladando-se para novos assentamentos romanos, como Piercebridge, embora permanecesse um pequeno núcleo no lugar. Posteriormente, há evidências de sítios de culto dos invasores anglo-saxões.